# Siévoz
Siévoz é uma comuna francesa na região administrativa de Auvérnia-Ródano-Alpes, no departamento de Isère. Estende-se por uma área de 7,37 km². Em 2010 a comuna tinha 137 habitantes (densidade: 18,6 hab./km²).